# Resolución 660 del Consejo de Seguridad de las Naciones Unidas
La resolución 660 del Consejo de Seguridad de las Naciones Unidas, aprobada sin votación el 2 de agosto de 1990, alarmado por la invasión de Kuwait por Irak el 2 de agosto de 1990, condenó la invasión y le exigió a Irak que retirara inmediata e incondicionalmente todas sus fuerzas a las posiciones en las que se encontraban el 1 de agosto.
Yemen llamó a Irak y a Kuwait de establecer negociaciones inmediatas y a resolver sus diferencias, agradeciendo a la Liga Árabe por sus esfuerzos. Las charlas entre ambas partes fracasaron el día anterior en Yeda, Arabia Saudita. El Consejo decidió reunirse de nuevo lo más pronto posible para asegurar el cumplimiento de la resolución.
La resolución fue aprobada por 14 votos contra ninguna, mientras que Yemen no participó en la votación. Fue la primera de doce resoluciones sobre el conflicto aprobada en 1990.